# Donyale Luna
Donyale Luna (született Peggy Ann Freeman) (Detroit, Michigan, 1945. augusztus 31. – Róma, 1979. május 17.) afroamerikai modell és színésznő.

## Élete
Donyale Luna Detroitban született Peggy Freeman, Nathaniel A. Freeman harmadik gyermekeként, Peggy Ann Freeman néven, a Donyale Luna felvett név. 1965 januárjában anyja lelőtte apját majd öngyilkos lett. Miután David McCabe fotós felfedezte, Luna modell karrierbe kezdett és New Yorkba költözött. Ő lett az első fekete modell, aki a Vogue magazin címlapján szerepelt, a fotókat David Bailey fotós készítette. Luna-ról a Playboy magazin 1975. áprilisi számában meztelen fotók jelentek meg, a fotós Luigi Cazzaniga volt. A modellkedésen kívül még színésznőként is foglalkoztatták, dolgozott Andy Warhollal és Federico Fellinivel is. Luna járt Klaus Kinski színésszel, majd feleségül ment az olasz Luigi Cazzaniga fotóshoz, akitől 1977-ben egy leánygyermeke született, aki a Dream (Álom) nevet kapta.

## Halála
33 éves korában túladagolta magát heroinnal és 1979. május 17-én. Egy római kórházban halt meg, hátrahagyva 18 hónapos kislányát.

## Filmográfiája
| Év   | Cím                                                    | Szerep          | Megjegyzés                                    |
| ---- | ------------------------------------------------------ | --------------- | --------------------------------------------- |
| 1965 | Camp                                                   |                 |                                               |
| 1966 | Screen Test #3                                         | Önmaga          |                                               |
| 1966 | Screen Test #4                                         | Önmaga          |                                               |
| 1966 | Ki vagy te, Polly Maggoo?(Who Are You, Polly Maggoo?)  | Mannequin/Model | Alternatív címe: Qui êtes vous, Polly Maggoo? |
| 1967 | Tonite Let's All Make Love in London                   | Önmaga          |                                               |
| 1968 | Skidoo                                                 | God's Mistress  |                                               |
| 1969 | Fellini-Satyricon (Fellini-Satyricon)                  | Enotea          |                                               |
| 1970 | Soft Self-Portrait of Salvador Dali                    | Önmaga          |                                               |
| 1972 | Salomè                                                 | Salomè          |                                               |
| 1976 | Il Festival del proletariato giovanile al Parco Lambro | Önmaga          |                                               |
| 1979 | The Rolling Stones Rock and Roll Circus                | Önmaga          | Posztumusz megemlékezés a stáblistán          |

## Fordítás
- Ez a szócikk részben vagy egészben  a   Donyale Luna című angol Wikipédia-szócikk fordításán alapul.  Az eredeti cikk szerkesztőit annak laptörténete sorolja fel. Ez a jelzés csupán a megfogalmazás eredetét és a szerzői jogokat jelzi, nem szolgál a cikkben szereplő információk forrásmegjelöléseként.